# Finn Delany
Finn Patrick King Delany (Nelson, 12 agosto 1995) è un cestista neozelandese con cittadinanza irlandese.

## Palmarès
- Basketball Champions League: 1

Bonn: 2022-23